# Monocelis tabira
Monocelis tabira är en plattmaskart som beskrevs av Ernst Marcus 1950. Monocelis tabira ingår i släktet Monocelis och familjen Monocelididae. Inga underarter finns listade i Catalogue of Life.